# Myrmarachne
Myrmarachne MacLeay, 1839 è un genere di ragni appartenente alla famiglia Salticidae.

## Etimologia
Il nome del genere deriva dal greco μύρμηξ, myrmex, cioè formica e ἀρὰχνη, aràchne, che significa ragno; in pratica ragni-formica, per la forma del corpo che somiglia molto a quella delle formiche, al punto da ingannarle.

## Caratteristiche
Sono ragni che, nell'aspetto esteriore, imitano una formica al fine di poterla ingannare per predarla o per altre ragioni opportunistiche (mirmecomorfismo). Se ne distinguono dal numero di zampe che sono sempre 8 e dalla forma dei cheliceri, difficilmente confondibili con la forma della testa della formica.
Il cefalotorace ha forma allungata, con cheliceri molto lunghi in proporzione al resto del corpo e posti dritti in avanti nei maschi. Questi ragni possiedono una strozzatura che imita quella delle formiche, a volte sul cefalotorace, a volte sull'opistosoma. I colori variano dal giallo al nero, a seconda della specie di formica imitata. Una specie di questo genere è stata osservata imitare una specie di formica quando era immaturo, per poi imitarne un'altra da adulto.
Il genere Bocus Peckham & Peckham, 1892 è molto simile a Myrmarachne; solo un'analisi microscopica può distinguerli.

## Distribuzione
Le 213 specie oggi note di questo genere lo rendono cosmopolita: la maggior parte delle specie scoperte spazia nella fascia tropicale che va dall'Africa all'Australia; ben 80 specie sono state scoperte nella sola Asia sudorientale.
In Italia è stata reperita una sola specie di questo genere, la M. formicaria

## Tassonomia

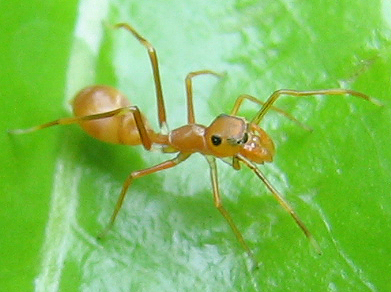
Myrmarachne plataleoides, femmina, Thailandia

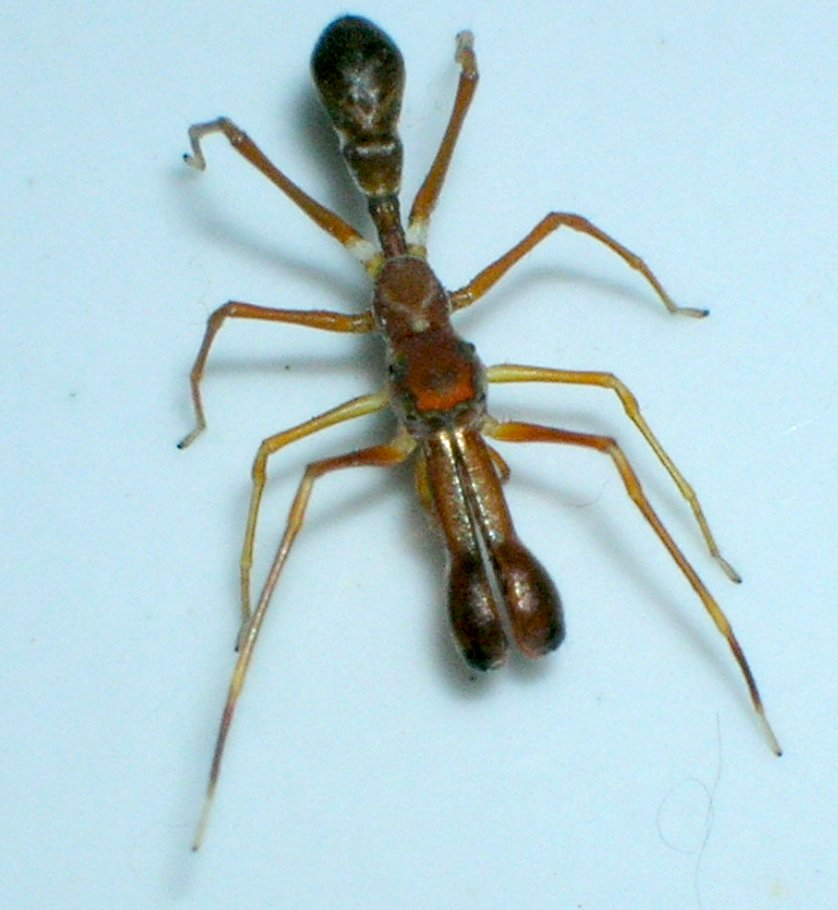
Myrmarachne plataleoides, maschio

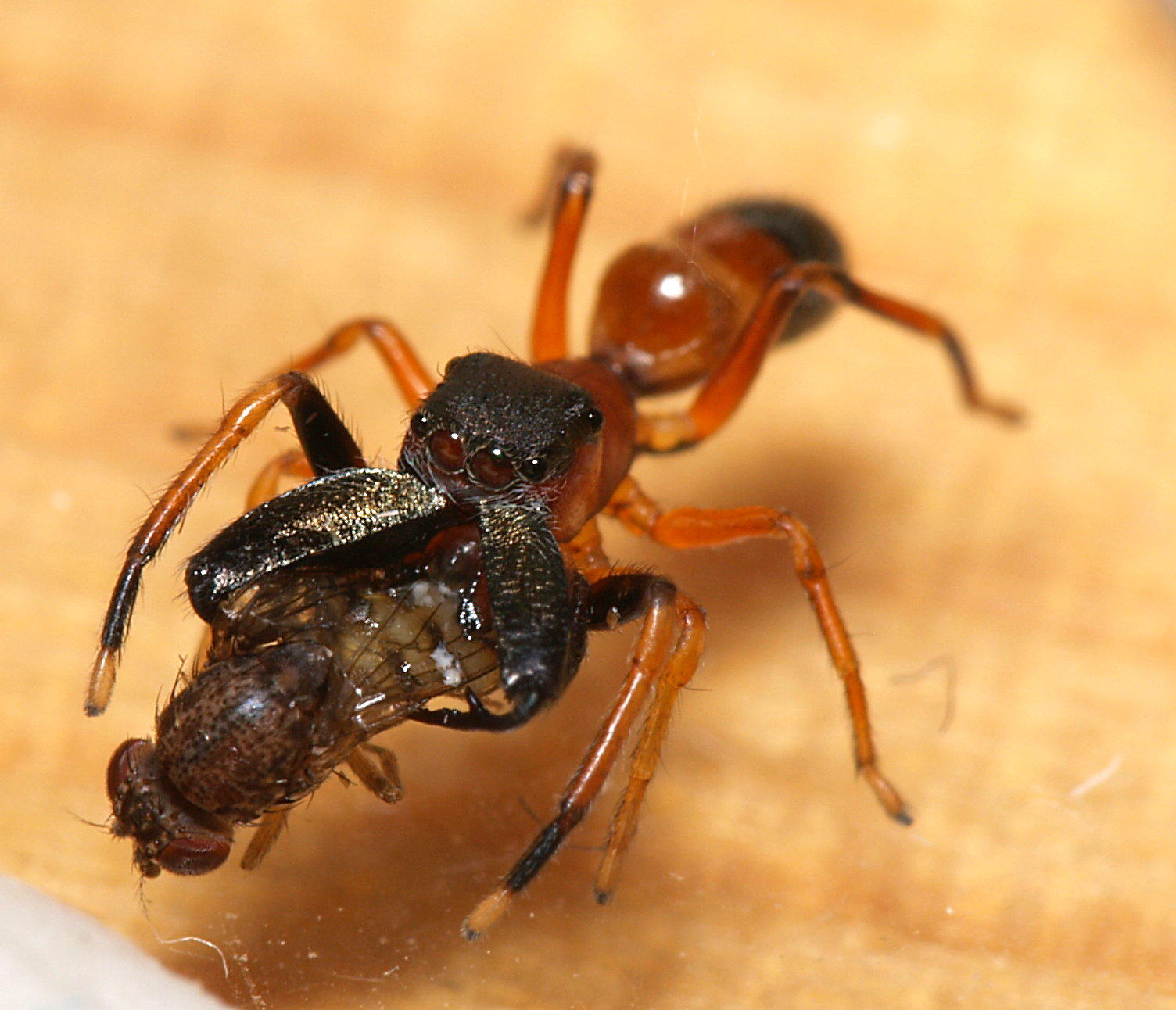
Myrmarachne formicaria, maschio

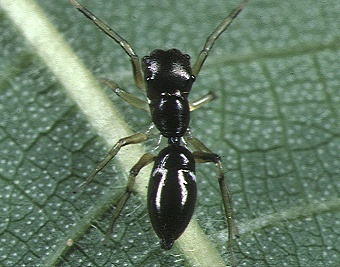
Myrmarachne japonica, femmina

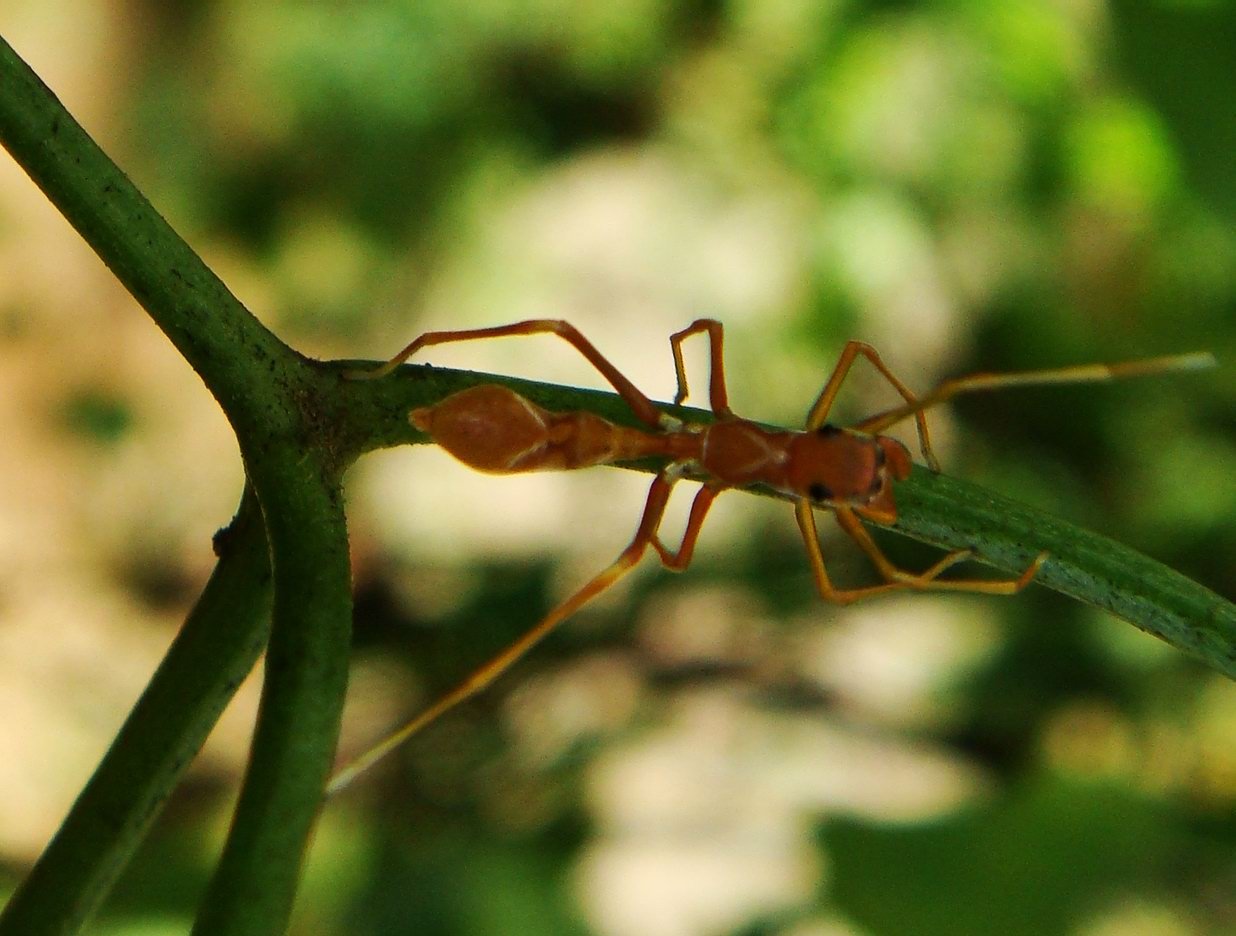
Myrmarachne plataleoides, femmina

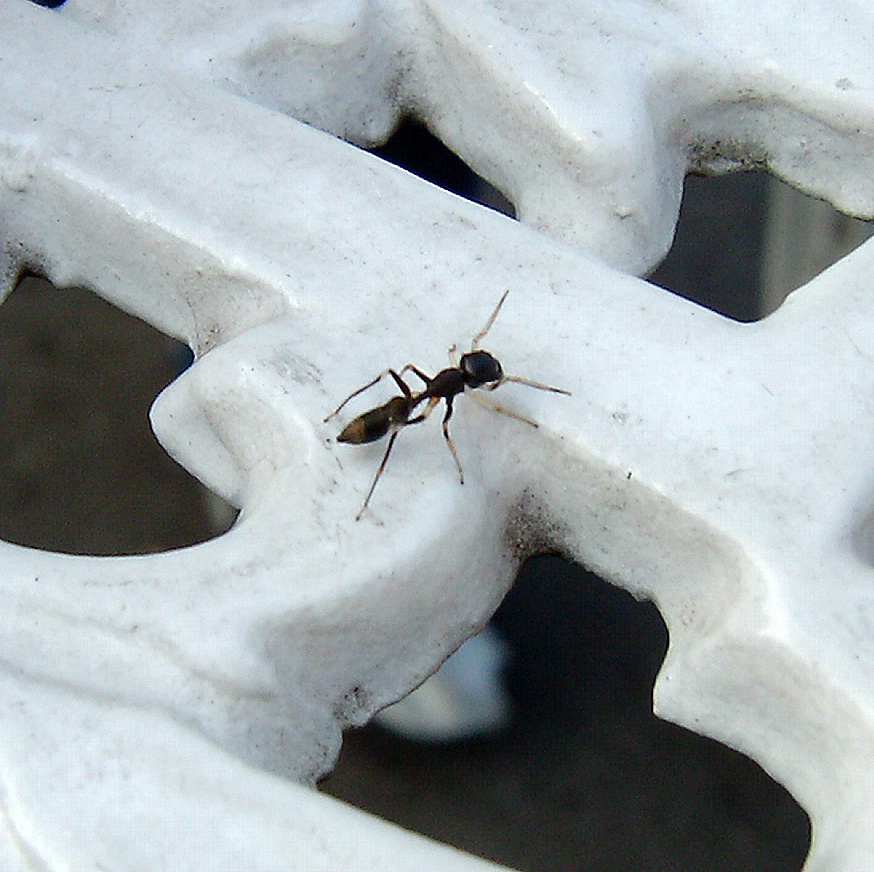
Myrmarachne inermichelis, femmina

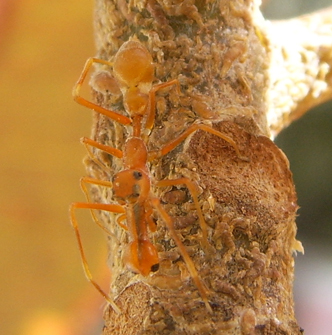
Myrmarachne plataleoides, maschio, Thailandia

Considerato un sinonimo anteriore di Bizonella Strand, 1929 e di Emertonius Peckham & Peckham, 1892 a seguito di un lavoro di Wanless del 1978; un altro punto di vista al riguardo è analizzato in un lavoro di Prószynski & Deeleman-Reinhold del 2010.
Di gran lunga il genere con più specie della famiglia Salticidae, a dicembre 2010, si compone di 213 specie, 5 sottospecie e una specie fossile:
1. Myrmarachne albocincta (C. L. Koch, 1846) — USA
2. Myrmarachne albosetosa Wanless, 1978 — Sudafrica
3. Myrmarachne alticeps (Thorell, 1890) — Giava
4. Myrmarachne andrewi Wanless, 1978 — Congo, Angola
5. Myrmarachne andringitra Wanless, 1978 — Madagascar
6. Myrmarachne angusta (Thorell, 1877) — Celebes
7. Myrmarachne annamita Zabka, 1985 — Cina, Vietnam
8. Myrmarachne annandalei Simon, 1901 — Malesia
9. Myrmarachne assimilis Banks, 1930 — Filippine
10. Myrmarachne attenuata (Karsch, 1880) — Filippine
11. Myrmarachne attenuata (O. P.-Cambridge, 1901) — Singapore
12. Myrmarachne augusta (Peckham & Peckham, 1892) — Madagascar
13. Myrmarachne aurea Ceccarelli, 2010 — Territorio del Nord, Queensland
14. Myrmarachne aureonigra Edmunds & Prószynski, 2003 — Malesia, Singapore
15. Myrmarachne austriaca (Doleschall, 1852) — Austria
16. Myrmarachne bakeri Banks, 1930 — Filippine
17. Myrmarachne balinese Prószynski & Deeleman-Reinhold, 2010 — Bali
18. Myrmarachne bamakoi Berland & Millot, 1941 — Mali
19. Myrmarachne bengalensis Tikader, 1973 — India, Isole Andamane
20. Myrmarachne bicolor (L. Koch, 1879) — Queensland
21. Myrmarachne bicurvata (O. P.-Cambridge, 1869) — Sri Lanka
22. Myrmarachne bidentata Banks, 1930 — Filippine
23. Myrmarachne biseratensis Badcock, 1918 — Malesia
24. Myrmarachne borneensis Peckham & Peckham, 1907 — Borneo
25. Myrmarachne brasiliensis Mello-Leitão, 1922 — Brasile
26. Myrmarachne brevis Xiao, 2002 — Cina
27. Myrmarachne calcuttaensis Biswas, 1984 — India
28. Myrmarachne caliraya Barrion & Litsinger, 1995 — Filippine
29. Myrmarachne capito (Thorell, 1890) — Giava
30. Myrmarachne centralis (Peckham & Peckham, 1892) — dal Messico a Panama
31. Myrmarachne chapmani Banks, 1930 — Filippine
32. Myrmarachne chickeringi Galiano, 1969 — Panama
33. Myrmarachne christae (Prószynski, 2001) — Borneo
34. Myrmarachne circulus Xiao & Wang, 2004 — Cina
35. Myrmarachne clavigera (Thorell, 1877) — Celebes
36. Myrmarachne cognata (L. Koch, 1879) — Nuovo Galles del Sud, Victoria (Australia)
37. Myrmarachne collarti Roewer, 1965 — Congo, Uganda
38. Myrmarachne concava Zhu et al., 2005 — Cina
39. Myrmarachne confusa Wanless, 1978 — Angola, São Tomé
40. Myrmarachne consobrina Denis, 1955 — Niger
41. Myrmarachne constricta (Blackwall, 1877) — Isole Seychelles
42. Myrmarachne cornuta Badcock, 1918 — Malesia, Singapore
43. Myrmarachne corpuzrarosae Barrion, 1981 — Filippine
44. Myrmarachne cowani (Peckham & Peckham, 1892) — Madagascar
45. Myrmarachne cuneata Badcock, 1918 — Malesia
46. Myrmarachne cuprea (Hogg, 1896) — Australia centrale
47. Myrmarachne debilis (Thorell, 1890) — Giava
48. Myrmarachne decorata Reimoser, 1927 — Sumatra
49. Myrmarachne diegoensis Wanless, 1978 — Madagascar
50. Myrmarachne dilatata (Karsch, 1880) — Malawi
51. Myrmarachne dirangicus Bastawade, 2002 — India
52. Myrmarachne dubia (Peckham & Peckham, 1892) — Filippine
53. Myrmarachne dundoensis Wanless, 1978 — Angola, Botswana
54. Myrmarachne edentata Berry, Beatty & Prószynski, 1996 — Isole Caroline, Isole Marianne
55. Myrmarachne edentula (Peckham & Peckham, 1892) — Filippine
56. Myrmarachne edwardsi Berry, Beatty & Prószynski, 1996 — Isole Caroline
57. Myrmarachne eidmanni Roewer, 1942 — Bioko (Golfo di Guinea), Ghana, Costa d'Avorio, Congo
58. Myrmarachne electrica (Peckham & Peckham, 1892) — Madagascar
59. Myrmarachne elongata Szombathy, 1915 — dall'Africa al Vietnam
60. Myrmarachne erythrocephala (L. Koch, 1879) — Queensland
61. Myrmarachne eugenei Wanless, 1978 — Madagascar
62. Myrmarachne eumenes (Simon, 1900) — Madagascar
63. Myrmarachne evidens Roewer, 1965 — Congo
64. Myrmarachne exasperans (Peckham & Peckham, 1892) — Giava, Filippine
65. Myrmarachne foenisex Simon, 1910 — Africa occidentale e centrale
66. Myrmarachne foreli Lessert, 1925 — Angola, Botswana, Malawi, Sudafrica
67. Myrmarachne formica (Doleschall, 1859) — Ambon (Arcipelago delle Molucche)
68. Myrmarachne formicaria (De Geer, 1778) — Regione paleartica (presente in Italia), USA (introdotto)
  - Myrmarachne formicaria tyrolensis (C. L. Koch, 1846) — Europa centrale
69. Myrmarachne formosa Thorell, 1890) — Sumatra, Celebes
70. Myrmarachne formosana (Matsumura, 1911) — Taiwan
71. Myrmarachne formosana (Saito, 1933) — Taiwan
72. Myrmarachne formosicola Strand, 1910 — Taiwan
73. Myrmarachne galianoae Cutler, 1981 — Bolivia
74. Myrmarachne gedongensis Badcock, 1918 — Malesia
75. Myrmarachne gigantea Zabka, 1985 — Vietnam
76. Myrmarachne giltayi Roewer, 1965 — Congo, Angola, Kenya
77. Myrmarachne gisti Fox, 1937 — Cina, Vietnam
78. Myrmarachne glavisi Prószynski & Deeleman-Reinhold, 2010 — Bali
79. Myrmarachne globosa Wanless, 1978 — dall'Angola al Vietnam
80. Myrmarachne grossa Edmunds & Prószynski, 2003 — Malesia
81. Myrmarachne guaranitica Galiano, 1969 — Argentina
82. Myrmarachne gurgulla Ceccarelli, 2010 — Queensland
83. Myrmarachne hanoii Zabka, 1985 — Cina, Vietnam
84. Myrmarachne hesperia (Simon, 1887) — Costa d'Avorio, Ghana
85. Myrmarachne hidaspis Caporiacco, 1935 — Karakorum
86. Myrmarachne himalayensis Narayan, 1915 — India
87. Myrmarachne hirsutipalpi Edmunds & Prószynski, 2003 — Malesia
88. Myrmarachne hispidacoxa Edmunds & Prószynski, 2003 — Malesia
89. Myrmarachne hoffmanni Strand, 1913 — Cina
90. Myrmarachne ichneumon (Simon, 1886) — Kenya, Tanzania, Zanzibar, Sudafrica
91. Myrmarachne imbellis (Peckham & Peckham, 1892) — Sri Lanka
92. Myrmarachne incerta Narayan, 1915 — India
93. Myrmarachne inermichelis Bösenberg & Strand, 1906 — Russia, Corea, Taiwan, Giappone
94. Myrmarachne inflatipalpis Wanless, 1978 — Botswana, Malawi, Sudafrica
95. Myrmarachne insulana Roewer, 1942 — Bioko (Golfo di Guinea), Ghana
96. Myrmarachne iridescens Banks, 1930 — Filippine
97. Myrmarachne isolata Clark & Benoit, 1977 — Isola di Sant' Elena
98. Myrmarachne jacksoni Prószynski & Deeleman-Reinhold, 2010 — Bali
99. Myrmarachne jacobsoni Reimoser, 1925 — Sumatra
100. Myrmarachne jajpurensis Prószynski, 1992 — India
101. Myrmarachne japonica (Karsch, 1879) — Russia, Cina, Corea, Taiwan, Giappone
102. Myrmarachne jugularis Simon, 1901 — Australia
103. Myrmarachne kiboschensis Lessert, 1925 — dal Botswana al Vietnam
104. Myrmarachne kilifi Wanless, 1978 — Kenya, Tanzania
105. Myrmarachne kitale Wanless, 1978 — Kenya
106. Myrmarachne kochi Reimoser, 1925 — Malesia, Sumatra, Indonesia
107. Myrmarachne kuwagata Yaginuma, 1967 — Cina, Corea, Giappone
108. Myrmarachne laeta (Thorell, 1887) — India, Pakistan, Isole Nias, Cina
  - Myrmarachne laeta flava Narayan, 1915 — India
  - Myrmarachne laeta praelonga (Thorell, 1890) — Birmania
109. Myrmarachne laurentina Bacelar, 1953 — Mozambico, Sudafrica
110. Myrmarachne lawrencei Roewer, 1965 — Gabon, Congo, Kenya, Tanzania, Etiopia
111. Myrmarachne legon Wanless, 1978 — Ghana, Costa d'Avorio
112. Myrmarachne leleupi Wanless, 1978 — Sudafrica
113. Myrmarachne leptognatha (Thorell, 1890) — Giava
114. Myrmarachne lesserti Lawrence, 1938 — Sudafrica
115. Myrmarachne linguiensis Zhang & Song, 1992 — Cina
116. Myrmarachne longiventris (Simon, 1903) — Madagascar
117. Myrmarachne luachimo Wanless, 1978 — Angola
118. Myrmarachne luctuosa (L. Koch, 1879) — Nuovo Galles del Sud
119. Myrmarachne ludhianaensis Sadana & Gupta, 1998 — India
120. Myrmarachne lugens (Thorell, 1881) — Arcipelago delle Molucche
121. Myrmarachne lugubris (Kulczyński, 1895) — Russia, Cina, Corea
122. Myrmarachne lulengana Roewer, 1965 — Congo, Kenya, Botswana, Etiopia
123. Myrmarachne lulengensis Roewer, 1965 — Congo
124. Myrmarachne lupata (L. Koch, 1879) — Queensland
125. Myrmarachne macleayana (H. B. Bradley, 1876) — Queensland
126. Myrmarachne macrognatha (Thorell, 1894) — Giava
127. Myrmarachne magna Saito, 1933 — Taiwan
128. Myrmarachne mahasoa Wanless, 1978 — Madagascar
129. Myrmarachne malayana Edmunds & Prószynski, 2003 — Malesia
130. Myrmarachne mandibularis (Thorell, 1890) — Giava
131. Myrmarachne manducator (Westwood, 1841) — India, Birmania, Malesia, Sumatra
132. Myrmarachne maratha Tikader, 1973 — India
133. Myrmarachne mariaelenae Edwards & Benjamin, 2009 — Borneo
134. Myrmarachne markaha Barrion & Litsinger, 1995 — Filippine
135. Myrmarachne marshalli Peckham & Peckham, 1903 — Africa
136. Myrmarachne maxillosa (C. L. Koch, 1846) — dalla Birmania alla Cina, Filippine, Celebes
  - Myrmarachne maxillosa septemdentata Strand, 1907 — Cina
137. Myrmarachne mcgregori Banks, 1930 — Filippine
138. Myrmarachne megachelae Ganesh Kumar & Mohanasundaram, 1998 — India
139. Myrmarachne melanocephala MacLeay, 1839[4] — Asia
140. Myrmarachne melanotarsa Wesolowska & Salm, 2002 — Kenya
141. Myrmarachne militaris Szombathy, 1913 — Africa occidentale, centrale e orientale
142. Myrmarachne mocamboensis Galiano, 1974 — Brasile
143. Myrmarachne moesta (Thorell, 1877) — Celebes
144. Myrmarachne mussungue Wanless, 1978 — Angola
145. Myrmarachne myrmicaeformis (Lucas, 1871) — Algeria
146. Myrmarachne naro Wanless, 1978 — Kenya
147. Myrmarachne natalica Lessert, 1925 — Sudafrica
148. Myrmarachne nemorensis (Peckham & Peckham, 1892) — Birmania
149. Myrmarachne nigella Simon, 1901 — Filippine
150. Myrmarachne nigeriensis Wanless, 1978 — São Tomé, Ghana, Nigeria, Angola
151. Myrmarachne nigra (Thorell, 1877) — Celebes
152. Myrmarachne nitidissima (Thorell, 1877) — Celebes
153. Myrmarachne nubilis Wanless, 1978 — Madagascar
154. Myrmarachne onceana Barrion & Litsinger, 1995 — Filippine
155. Myrmarachne opaca (Karsch, 1880) — India
156. Myrmarachne orientales Tikader, 1973 — Pakistan, India, Isole Andamane
157. Myrmarachne paivae Narayan, 1915 — India
158. Myrmarachne palladia Denis, 1958 — Afghanistan
159. Myrmarachne panamensis Galiano, 1969 — Panama, Argentina
160. Myrmarachne parallela (Fabricius, 1798) — Indie Occidentali, Nicaragua, Panama
161. Myrmarachne patellata Strand, 1907 — Cina
162. Myrmarachne paviei (Simon, 1886) — Thailandia
163. Myrmarachne peckhami Roewer, 1951 — Madagascar
164. Myrmarachne pectorosa (Thorell, 1890) — Sumatra
  - Myrmarachne pectorosa sternodes (Thorell, 1890) — Sumatra
165. Myrmarachne penicillata Mello-Leitão, 1933 — Brasile
166. Myrmarachne piercei Banks, 1930 — Filippine
167. Myrmarachne pinakapalea Barrion & Litsinger, 1995 — Filippine
168. Myrmarachne pinoysorum Barrion & Litsinger, 1995 — Filippine
169. Myrmarachne pisarskii Berry, Beatty & Prószynski, 1996 — Isole Caroline
170. Myrmarachne plataleoides (O. P.-Cambridge, 1869) — India, Sri Lanka, Cina, Asia sudorientale
171. Myrmarachne platypalpa Bradoo, 1980 — India
172. Myrmarachne poonaensis Tikader, 1973 — India
173. Myrmarachne prognatha (Thorell, 1887) — Birmania
174. Myrmarachne pygmaea (Thorell, 1894) — Singapore
175. Myrmarachne radiata (Thorell, 1894) — Giava
176. Myrmarachne ramunni Narayan, 1915 — India, Pakistan
177. Myrmarachne ransoni Wanless, 1978 — Madagascar
178. Myrmarachne rhopalota (Thorell, 1895) — Birmania
179. Myrmarachne richardsi Wanless, 1978 — Ghana
180. Myrmarachne robusta (Peckham & Peckham, 1892) — Birmania
181. Myrmarachne roeweri Reimoser, 1934 — India
182. Myrmarachne rubra Ceccarelli, 2010 — Queensland
183. Myrmarachne rufescens (Thorell, 1877) — Celebes
184. Myrmarachne rufisquei Berland & Millot, 1941 — Senegal
185. Myrmarachne russellsmithi Wanless, 1978 — Nigeria
186. Myrmarachne satarensis Narayan, 1915 — India
187. Myrmarachne schenkeli Peng & Li, 2002 — Hong Kong
188. Myrmarachne seriatis Banks, 1930 — Filippine
189. Myrmarachne shelfordi Peckham & Peckham, 1907 — Borneo
190. Myrmarachne simoni (L. Koch, 1879) — Queensland
191. Myrmarachne simonis (Herman, 1879) — Ungheria, Croazia, Romania
192. Myrmarachne simplexella Roewer, 1951 — Madagascar
193. Myrmarachne smaragdina Ceccarelli, 2010 — Territorio del Nord, Queensland
194. Myrmarachne solitaria Peckham & Peckham, 1903 — Sudafrica
195. Myrmarachne spissa (Peckham & Peckham, 1892) — Sri Lanka
196. Myrmarachne striatipes (L. Koch, 1879) — Queensland, Nuovo Galles del Sud
197. Myrmarachne sumana Galiano, 1974 — Brasile
198. Myrmarachne tagalica Banks, 1930 — Filippine
199. Myrmarachne tayabasana Chamberlin, 1925 — Filippine
200. Myrmarachne thaii Zabka, 1985 — Vietnam
201. Myrmarachne topali Zabka, 1985 — Vietnam
202. Myrmarachne transversa (Mukerjee, 1930) — India
203. Myrmarachne tristis (Simon, 1882) — dalla Libia all'India
204. Myrmarachne turriformis Badcock, 1918 — Malesia
205. Myrmarachne uelensis Wanless, 1978 — Congo
206. Myrmarachne uniseriata Narayan, 1915 — India
207. Myrmarachne uvira Wanless, 1978 — Ghana, Congo, Kenya, Tanzania, Botswana, Etiopia
208. Myrmarachne vanessae Wanless, 1978 — Costa d'Avorio, Tanzania
209. Myrmarachne vehemens Fox, 1937 — Cina
210. Myrmarachne vestita (Thorell, 1895) — Birmania
211. Myrmarachne volatilis (Peckham & Peckham, 1892) — Madagascar, Cina, Vietnam
212. Myrmarachne vulgarisa Barrion & Litsinger, 1995 — Filippine
213. Myrmarachne wanlessi Edmunds & Prószynski, 2003 — Malesia

### Specie fossili
- Myrmarachne formicoides (Holl, 1829) †; fossile, Quaternario[5]

### Specie trasferite
La peculiarità di questo genere per forma ed abitudini fa sì che in proporzione alle specie conosciute, siano ben poche quelle trasferite ad altro genere, finora solo 10:
- Myrmarachne armata (Peckham & Peckham, 1892); trasferita al genere Sarinda Peckham & Peckham, 1892.
- Myrmarachne calcarata Roewer, 1942; trasferita al genere Belippo Simon, 1910.
- Myrmarachne championi (F. O. P.-Cambridge, 1900); trasferita al genere Sarinda Peckham & Peckham, 1892.
- Myrmarachne cutleri Richman, 1965; trasferita al genere Sarinda Peckham & Peckham, 1892.
- Myrmarachne hentzi Banks, 1913; trasferita al genere Sarinda Peckham & Peckham, 1892.
- Myrmarachne melanops (Taczanowski, 1871); trasferita al genere Scopocira Simon, 1900.
- Myrmarachne milloti Lessert, 1942; trasferita al genere Belippo Simon, 1910.
- Myrmarachne mutillaeformis (Taczanowski, 1878); trasferita al genere Martella Peckham & Peckham, 1892.
- Myrmarachne nexilis Simon, 1910; trasferita al genere Belippo Simon, 1910.
- Myrmarachne viettei Kraus, 1960; trasferita al genere Belippo Simon, 1910.

### Sinonimie
- Myrmarachne providens (Peckham & Peckham, 1892); a seguito di uno studio degli aracnologi Edwards & Benjamin del 2009, è stata riscontrata l'identità e quindi la sinonimia di questi esemplari con Myrmarachne melanocephala MacLeay, 1839[2].
- Myrmarachne ramosa Badcock, 1918; a seguito di uno studio degli aracnologi Edwards & Benjamin del 2009, è stata riscontrata l'identità e quindi la sinonimia di questi esemplari con Myrmarachne melanocephala MacLeay, 1839[2].

### Omonimie
- Myrmarachne galianoae (Prószynski, 2001); riscontrata omonimia con M. mariaelenae Edwards & Benjamin, 2009[2].
- Myrmarachne lesserti Schenkel, 1963; riscontrata omonimia con M. schenkeli Peng & Li, 2002[2].
- Myrmarachne rufescens (Simon, 1900); riscontrata omonimia con M. eugenei Wanless, 1978[2].

### Nomina nuda
- Myrmarachne kuroiwana Kishida (Yaginuma, in Brignoli, 1983); sono esemplari non sufficientemente analizzati dal descrittore, da considerarsi nomina nuda[2].
- Myrmarachne matsumurana Kishida (Yaginuma, in Brignoli, 1983); sono esemplari non sufficientemente analizzati dal descrittore, da considerarsi nomina nuda[2].
- Myrmarachne sakisimana Kishida (Yaginuma, in Brignoli, 1983); sono esemplari non sufficientemente analizzati dal descrittore, da considerarsi nomina nuda[2].

### Nomina dubia
- Myrmarachne exultans Caporiacco, 1949; un esemplare femminile, rinvenuto in Kenya, a seguito di uno studio dell'aracnologo Wanless del 1978, è da ritenersi nomen dubium[2].
- Myrmarachne obscura (Taczanowski, 1872); gli esemplari, originariamente ascritti all'ex-genere Janus L. Koch, 1846 e rinvenuti nelle Guyana francese, a seguito di due lavori, uno dell'aracnologo Roewer del 1955 e uno della Galiano del 1969, sono da ritenersi nomen dubium[2].
- Myrmarachne sansibarica Strand, 1910; un esemplare maschile, rinvenuto a Zanzibar, a seguito di uno studio dell'aracnologo Wanless del 1978, è da ritenersi nomen dubium, contra il precedente lavoro di Caporiacco del 1949[2].